# Lauda (Lidzbark Warmiński)
Pour les articles homonymes, voir Lauda (homonymie).
Lauda est un village polonais de la voïvodie de Varmie-Mazurie, dans le powiat de Lidzbark.